# Bipedidae
Bipedidae es una familia de lagartos anfisbenios que incluye al género moderno Bipes representado por cuatro especies que habitan en México y el género extinto Anniealexandria, representado por una especie que vivió en lo que hoy es Wyoming (Estados Unidos) durante el inicio del Eoceno, hace aproximadamente 55 millones de años. Los análisis filogenéticos indican que los bipédidos están cercanamente relacionados con la familia Blanidae, la cual incluye al género actual Blanus.